# Autovía del Camino Catalán
La autovía del Camino Catalán o A-22 tiene su origen en Lérida, conectando con la autopista AP-2 y las autovías A-2, A-14 y A-27 y finalizará en Huesca cuando se complete la construcción de su último tramo desde Siétamo a Huesca, actualmente en obras, donde conectará con la A-23. Se espera que la autovía esté finalizada en 2025.

## Historia
La autovía fue incluida en el PIT 2000-2007 del Partido Popular, pero la obra acumuló un gran retraso y en el año 2004, en la mayoría de los tramos no había ni proyecto de construcción. El único tramo con la Obra licitada, la variante de Monzón, lo había sido el 13 de marzo. Después del cambio de Gobierno, fue incluida en el PEIT 2005-2020 por el Partido Socialista. Desde entonces se ha acelerado bastante el ritmo de licitaciones. El subtramo Huesca-Siétamo, debido a su cercanía al Castillo de Montearagón y por producirse un fuerte debate social y político entre los Ayuntamientos de Quicena y Huesca sobre el corredor elegido para la autovía en esa zona, fue segregado del Estudio Informativo y de la correspondiente DIA, por lo que se ha retrasado mucho en su tramitación administrativa y será el último en ejecutarse. Se preveía que la autovía estaría plenamente funcional en 2012, si bien los reajustes presupuestarios de julio de 2010 y posteriores han hecho imposible hasta la fecha la aprobación del proyecto de construcción y licitación de las obras de dicho último tramo, único que no cumplirá esa fecha de compleción y todavía pendiente de comenzar a ejecutarse. 
El Ministerio de Fomento ha puesto paulatinamente en servicio el resto de subtramos de la A-22: los 12 primeros kilómetros correspondieron a la variante de Monzón que entró en servicio el 22 de julio de 2008. Posteriormente el 30 de enero de 2009 se abrió el tramo, con una longitud de 10,6 km, que se extiende entre Ponzano y El Pueyo.

### Las obras del tramo Siétamo-Huesca
8 kilómetros han sido protagonistas de una gran polémica con el Ministerio de Transportes, Movilidad y Agenda Urbana durante los últimos años, pues estos son los que separan la localidad altoaragonesa de Siétamo con la capital de la provincia. Hicieron falta años de espera para que el organismo estatal firmara el contrato licitado anteriormente con la constructora aragonesa Vidal y la catalana Copcisa para construir los que al final serían 12,8 kilómetros y en los cuales se unirían finalmente las autovías A-22 y A-23 con dirección a Zaragoza y Jaca. Dicha firma apareció el 30 de junio de 2018 en el Boletín Oficial del Estado.
Tras años de espera, finalmente las obras del último tramo que falta por construir de la infraestructura aragoneso-catalana fueron iniciadas el 28 de agosto de 2018 con un presupuesto de 46,77 millones de euros.

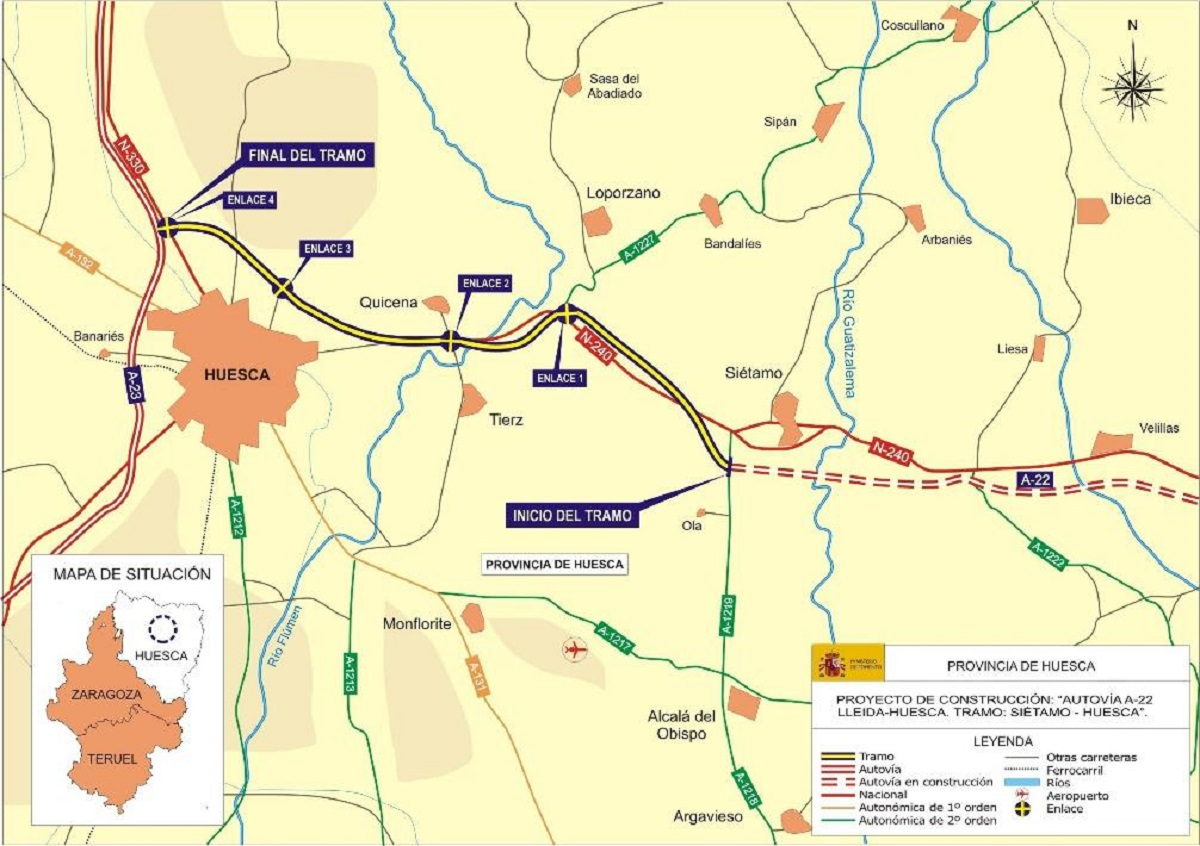
Mapa del trazado de la autovía A-22 en el tramo Huesca-Siétamo

## Tramos
| Denominación | Tramo                                                            | Kilómetros | Año servicio / Estado (2025)                                 |
| ------------ | ---------------------------------------------------------------- | ---------- | ------------------------------------------------------------ |
| A-22         | Lérida A-2 - La Cerdera                                          | 5,2        | 2009                                                         |
| A-22         | La Cerdera - Variante de Almacellas Este                         | 4,2        | 2009                                                         |
| A-22         | Variante de Almacellas Este - Límite Provincial de Lérida/Huesca | 9,8        | 2012                                                         |
| A-22         | Límite Provincial de Lérida/Huesca - Variante de Binéfar Sur     | 16,3       | 2011                                                         |
| A-22         | Variante de Binéfar Sur - Monzón Sur                             | 6,7        | 2011                                                         |
| A-22         | Variante de Monzón Tramo: Monzón Sur - Monzón Norte              | 11,6       | 2008                                                         |
| A-22         | Variante de Barbastro Tramo: Monzón Norte - El Pueyo             | 10,6       | 2010                                                         |
| A-22         | El Pueyo - Ponzano                                               | 10,7       | 2009                                                         |
| A-22         | Ponzano - Río Alcanadre                                          | 4,4        | 2011                                                         |
| A-22         | Río Alcanadre - Siétamo                                          | 17,2       | 2010                                                         |
|              | Siétamo - Huesca A-23                                            | 12,8       | En obras (apertura retrasada a septiembre o octubre de 2025) |

## Provincia de Huesca
- HUESCA-SIÉTAMO (12,8 km). En obras actualmente desde agosto de 2018. Apertura retrasada al año 2024.
- SIÉTAMO-VELILLAS (5,1 km). En servicio desde 2010.
- VELILLAS-PONZANO (16,7 km). En servicio desde 2011.
- PONZANO-EL PUEYO (10,6 km). En servicio desde el 12 de febrero de 2009.
- VARIANTE DE BARBASTRO (11 km). En servicio desde el 26 de febrero de 2010.
- VARIANTE DE MONZÓN (12 km). En servicio desde el 22 de julio de 2008.
- VARIANTE DE BINÉFAR (13 km). En servicio desde el 10 de octubre de 2011.
- VARIANTE DE BINÉFAR-LÍMITE PROVINCIAL DE HUESCA (10 km). En servicio desde el 13 de mayo de 2011.

## Provincia de Lérida
- LÍMITE PROVINCIAL DE LÉRIDA-VARIANTE DE ALMACELLAS (9,75 km). En servicio desde el 6 de julio de 2012.
- VARIANTE DE ALMACELLAS-LA CERDERA (4,2 km). En servicio desde el 6 de julio de 2012.
- LA CERDERA-LÉRIDA (4,5 km). En servicio desde el 14 de diciembre de 2009.

## Salidas
| Velocidad | Esquema | Salida | Sentido Huesca (ascendente)                        | Sentido Lérida (descendente)                       | Carretera              |
| --------- | ------- | ------ | -------------------------------------------------- | -------------------------------------------------- | ---------------------- |
|           |         |        | Comienzo de la Autovía A-22                        | Fin de la Autovía A-22                             | A-2 N-240              |
|           |         | 1      | Alpicat Fraga - Zaragoza                           | Alpicat Fraga - Zaragoza                           | N-240 A-2              |
|           |         | 3      | La Cerdera                                         |                                                    | N-240                  |
|           |         |        | Túnel de la Cerdera Long. 432 m                    | Túnel de la Cerdera Long. 432 m                    |                        |
|           |         | 8      | Raimat La Cerdera                                  | Raimat La Cerdera                                  | N-240                  |
|           |         | 12     | Almacelles (sud) Sucs                              | Almacelles (sud) Sucs                              | N-240                  |
|           |         | 17     | Almacelles (nordeste)                              | Almacelles (nordeste)                              | N-240                  |
|           |         |        |                                                    |                                                    |                        |
|           |         | 22     | Tamarite Zaidín - Fraga                            | Tamarite Zaidín - Fraga                            | A-1241 N-240           |
|           |         | 27     | Binéfar (este) Tamarite Pol. Ind. El Sosal         | Binéfar (este) Tamarite Pol. Ind. El Sosal         | N-240 A-140            |
|           |         | 33     | Binéfar (centro) Binaced Esplús Pol. Ind. El Sosal | Binéfar (centro) Binaced Esplús Pol. Ind. El Sosal | N-240 A-140 A-1239     |
|           |         | 34     |                                                    | Binéfar (oeste)                                    | N-240                  |
|           |         | 40     | Monzón (este) Binaced                              | Monzón (este) Binaced                              | N-240 A-1238           |
|           |         | 44     | Monzón avda. Almunia Almunia de San Juan           | Monzón avda. Almunia Almunia de San Juan           | A-1237                 |
|           |         | 48     | Monzón avda. de Fonz Fonz                          | Monzón avda. de Fonz Fonz                          | A-1236                 |
|           |         | 51/52  | Barbastro - Graus Benabarre - Aínsa Fraga          | Castejón del Puente Pol. Ind. La Armentera Fraga   | N-240 N-123 A-1234     |
|           |         | 57     | Barbastro Fornillos Berbegal                       | Barbastro Fornillos Berbegal                       | A-1226 A-1223          |
|           |         | 62     | Barbastro Peraltilla                               | Barbastro Peraltilla                               | N-240                  |
|           |         | 72     | Ponzano Lascellas                                  | Ponzano Lascellas                                  | N-240                  |
|           |         | 77     | Lascellas Abiego Alquézar                          | Lascellas Abiego Alquézar                          | N-240 A-1223           |
|           |         | 81     | Angüés Bespén                                      | Angüés Bespén                                      | A-2203                 |
|           |         | 89     | Siétamo - Velillas Torres de Montes - Blecua Liesa | Siétamo - Velillas Torres de Montes - Blecua Liesa | N-240 A-1222 HU-V-3311 |
|           |         | 94     | Huesca-Pirineos Siétamo Alcalá del Obispo Novales  | Huesca-Pirineos Siétamo Alcalá del Obispo Novales  | N-240 A-1219           |
|           |         |        | Hacia Huesca, continúa por N-240                   | Principio de la A-22, hacia Lérida.                | N-240                  |